# Gabriele d'Este
Gabriele Contardo Francesco Saverio d'Este, III marchese di Dronero e Ormea (1673 – 1734), è stato un nobile italiano appartenente alla Casa d'Este. Era figlio di Carlo Filiberto e Thérese Nemmes de Marolles.

## Biografia
Nel 1697 Gabriele viene inviato insieme al padre Carlo Filiberto come Governatore in Savoia.
Guerra di successione spagnola: nel dicembre 1701 Gabriele fu colonnello dell'esercito piemontese, sull'Oglio a Scandalora. Nel 1704, dopo il passaggio di alleanza dei piemontesi con gli Imperiali, per non tradire il Re Cattolico di Spagna, abbandonò il comando del suo reggimento di fanteria impegnato a Vercelli; Gabriele si rifugerà a Genova, assistendo dall'esilio la situazione di difficoltà della sua Famiglia, con il timore che il governo spagnolo di Milano, requisisse i feudi.
Nell'aprile del 1707 poté tornare finalmente a Milano.
Nel 1709 Gabriele intraprese un viaggio in Spagna alla corte del Re e venne accolto tra gli onori; in quest'occasione venne elevato al trattamento di Grande di Spagna, divenendo anche Sergente generale di battaglia e colonnello del primo Reggimento di fanteria.
Nel giugno del 1734, combattendo nella Guerra di successione polacca, Gabriele venne ferito gravemente nella Battaglia di San Pietro; morirà pochi giorni dopo a Castelfranco Bolognese; dopo la sua morte il Re di Sardegna riconobbe il matrimonio con Clara Colomba Cobianchi, investendola del titolo di Marchesa.
Alla morte di Gabriele senza eredi maschi nel 1734, l'eredità degli Este di Dronero fu al centro di un lungo contenzioso tra i Doria del Maro e i Birago di Vische, risolto in favore di questi ultimi con l'investitura del Marchesato di Dronero del 13 giugno 1737.

## Discendenza
Dal matrimonio con Clara Colomba Cobianchi (sposata segretamente) nacquero due figlie:
- Anna Teresa (? - Candia Canavese, 16 agosto 1738), sposò Francesco Lodovico Birago 3º Marchese di Candia e 6º Conte di Vische;[5]
- Orsola Vittoria (1716 - ?), Monaca Congregazione delle Angeliche in San Paolo.

## Ascendenza
|                                                          |   |                                           | Genitori                           |  |  | Nonni |  |  | Bisnonni                                |  |  | Trisnonni                                   |  |
|                                                          |   |                                           |                                    |  |  |       |  |  | Sigismondo d'Este, II marchese di Lanzo |  |  | Filippo I d'Este, I marchese di San Martino |  |
|                                                          |   |                                           |                                    |  |  |       |  |  | Sigismondo d'Este, II marchese di Lanzo |  |  | Filippo I d'Este, I marchese di San Martino |  |
|                                                          |   | Maria di Savoia                           |                                    |  |  |       |  |  | Sigismondo d'Este, II marchese di Lanzo |  |  |                                             |  |
| Filippo II Francesco d'Este, III marchese di San Martino |   |                                           |                                    |  |  |       |  |  | Sigismondo d'Este, II marchese di Lanzo |  |  |                                             |  |
|                                                          |   | Françoise Charledes d'Antel d'Hôtel       | …                                  |  |  |       |  |  |                                         |  |  |                                             |  |
|                                                          |   | Françoise Charledes d'Antel d'Hôtel       | …                                  |  |  |       |  |  |                                         |  |  |                                             |  |
|                                                          |   | Françoise Charledes d'Antel d'Hôtel       | …                                  |  |  |       |  |  |                                         |  |  |                                             |  |
| Carlo Filiberto d'Este, II marchese di Dronero           |   | Françoise Charledes d'Antel d'Hôtel       |                                    |  |  |       |  |  |                                         |  |  |                                             |  |
|                                                          |   | Carlo Emanuele I, duca di Savoia          | Emanuele Filiberto, duca di Savoia |  |  |       |  |  |                                         |  |  |                                             |  |
|                                                          |   | Carlo Emanuele I, duca di Savoia          | Emanuele Filiberto, duca di Savoia |  |  |       |  |  |                                         |  |  |                                             |  |
|                                                          |   | Carlo Emanuele I, duca di Savoia          | Marguerite de France               |  |  |       |  |  |                                         |  |  |                                             |  |
| Margherita di Savoia                                     |   | Carlo Emanuele I, duca di Savoia          |                                    |  |  |       |  |  |                                         |  |  |                                             |  |
|                                                          |   | Margherita de Roussilon, marchesa di Riva | …                                  |  |  |       |  |  |                                         |  |  |                                             |  |
|                                                          |   | Margherita de Roussilon, marchesa di Riva | …                                  |  |  |       |  |  |                                         |  |  |                                             |  |
|                                                          |   | Margherita de Roussilon, marchesa di Riva | …                                  |  |  |       |  |  |                                         |  |  |                                             |  |
| Gabriele d'Este, III marchese di Dronero                 |   | Margherita de Roussilon, marchesa di Riva |                                    |  |  |       |  |  |                                         |  |  |                                             |  |
|                                                          | … | …                                         |                                    |  |  |       |  |  |                                         |  |  |                                             |  |
|                                                          | … | …                                         |                                    |  |  |       |  |  |                                         |  |  |                                             |  |
|                                                          | … | …                                         |                                    |  |  |       |  |  |                                         |  |  |                                             |  |
| François de Mesmes de Marolles                           | … |                                           |                                    |  |  |       |  |  |                                         |  |  |                                             |  |
|                                                          |   | …                                         | …                                  |  |  |       |  |  |                                         |  |  |                                             |  |
|                                                          |   | …                                         | …                                  |  |  |       |  |  |                                         |  |  |                                             |  |
|                                                          |   | …                                         | …                                  |  |  |       |  |  |                                         |  |  |                                             |  |
| Thérese de Mesmes de Marolles                            |   | …                                         |                                    |  |  |       |  |  |                                         |  |  |                                             |  |
|                                                          |   | …                                         | …                                  |  |  |       |  |  |                                         |  |  |                                             |  |
|                                                          |   | …                                         | …                                  |  |  |       |  |  |                                         |  |  |                                             |  |
|                                                          |   | …                                         | …                                  |  |  |       |  |  |                                         |  |  |                                             |  |
| Blanche Gabrielle de Grillet de Pougny                   |   | …                                         |                                    |  |  |       |  |  |                                         |  |  |                                             |  |
|                                                          |   | …                                         | …                                  |  |  |       |  |  |                                         |  |  |                                             |  |
|                                                          |   | …                                         | …                                  |  |  |       |  |  |                                         |  |  |                                             |  |
|                                                          |   | …                                         | …                                  |  |  |       |  |  |                                         |  |  |                                             |  |
|                                                          |   | …                                         |                                    |  |  |       |  |  |                                         |  |  |                                             |  |